# Khalil Diallo
 (avril 2022).
Si vous disposez d'ouvrages ou d'articles de référence ou si vous connaissez des sites web de qualité traitant du thème abordé ici, merci de compléter l'article en donnant les références utiles à sa vérifiabilité et en les liant à la section « Notes et références ».
Pour les articles homonymes, voir Diallo.
Khalil Diallo est un romancier sénégalais né en Mauritanie en 1992.  
Il est l'auteur des deux romans, À l’orée du trépas et L’odyssée des oubliés, qui ont été finalistes de plusieurs prix de romans.

## Style littéraire
Khalil Diallo est un écrivain engagé  qui, dans ses écrits, traite des problématiques contemporaines : endoctrinement religieux et terrorisme, immigration clandestine ou encore guerre. Il s’inspire de Roberto Bolaño, Cesare Pavese et Albert Camus.
Il rend hommage à Yambo Ouologuem dans son livre À l’orée du trépas.

## Carrière littéraire et récompenses
Son premier roman, À l’orée du trépas a été notamment finaliste du prix Orange du livre en Afrique, du prix Ahmdou-Kourouma et du prix Ivoire en 2019.
Son second roman, L’odyssée des oubliés, publié en Afrique subsaharienne par les éditions L’Harmattan Sénégal et en France aux éditions Emmanuelle Collas en 2021 - portrait de migrants et des crises secouant l’Afrique du XXIe siècle - a été finaliste du Prix Ahmadou-Kourouma, du Prix Mare Nostrum, du prix Jésus Paradis et lauréat du prix Ahmed Baba 2021 .
Les deux romans de Khalil Diallo sont déterminants pour la littérature francophone contemporaine. L’auteur met son lectorat en contact avec des personnages très attachants et  qui sont tous habités par d’énormes contradictions, ce qui dévoile des facettes de la condition humaine.
Explorant des aspects sombres de l’existence humaine, comme la souffrance et le désespoir, ces personnages sont pour autant peuplés d’humanités .
L’odyssée des oubliés est traduit en allemand en 2023 par Astrid Bührle-Gallet aux editions Orlanda Verlag.